# RhB Xrot e
Als Xrot e wird bei der Rhätischen Bahn die elektrisch betriebene Schneeschleuder bezeichnet.
Die Dampfschneeschleudern waren sehr kosten- und personalintensiv, dazu kam, dass nach Ausbruch des Zweiten Weltkrieges die Kohle knapper wurde. Die Berninabahn versuchte den Einsatz der Dampfschneeschleudern zu minimieren und entschied sich 1940, in der eigenen Werkstätte in Poschiavo eine elektrische Schneeschleuder in Eigenkonstruktion zu bauen.
Als Basis diente der ausrangierte Küchenwagen Xü 31. An einem Ende wurden 2 gegenläufige Schleuderräder mit je einem Durchmesser von 1 480 mm und einer Drehzahl von 322 min−1 montiert. Betrieben werden die beiden Schleuderräder von einem Gleichstrommotor in Nebenschlussbetrieb, welcher mit der vollen Fahrleitungsspannung von 1 kV versorgt wurde.
Die Räummasse von 3,1 m Breite und 1,6 m Höhe reichen aus, um bei kleineren Schneemengen die Schneeräumung zu bewerkstelligen. Auch nach der Übernahme der Berninabahn durch die Rhätische Bahn war das Fahrzeug noch bis 1967 im Einsatz. Danach diente sie als Ersatz und wurde schliesslich 1983 abgebrochen.